# كايل لافام
كايل لافام (بالإنجليزية: Kyle Lapham)‏ هو لاعب كرة قدم بريطاني في مركز الدفاع، ولد في 5 يناير 1986 في إنجلترا في المملكة المتحدة. لعب مع سويندون تاون.